# こんにちは!そよ風さん
こんにちは!そよ風さん（こんにちはそよかぜさん）はTBS系列のナショナル劇場として1969年1月27日から4月14日まで放送されたテレビドラマである。全12話。

## 概要
少し気が強く、人のことに世話を焼きがちで、社会に出たばかりの19歳の女性を主人公にした現代劇。会社、同僚たちのこと、恋愛などを見つめながら、結婚のために家出した姉と父を和解させるために頑張る様子などを描く。なお、この作品の以後、ナショナル劇場において女性を主人公にした現代劇は39年後の2008年7月に「あんどーなつ」が放送されるまで放送されていなかった。（女性を主人公とした時代劇は、1995年に放送された由美かおる主演の『水戸黄門外伝 かげろう忍法帖』などがある。）

## あらすじ
西方桂子（酒井和歌子）の、泣いたり、笑ったり、そよ風のようないきいきした魅力のすべてが
「こんにちは！そよ風さん」のなかにあります。
桂子はアルバイトで勤めていた運送屋をやめて、ウナギの缶詰会社に勤めます。
そこには三人のカッコいい青年があらわれます。
会社の同僚の青年・石岡（関口宏）、取引先のスーパーに勤めている青年・大野木（松山英太郎）、
取引先の会社の御曹司・遠山（矢吹渡）。
三人の青年はそれぞれに桂子に愛情を感ずるようになりますが・・・
中部日本放送資料より転記
主題歌は、ピンキーとキラーズ『恋はそよ風』（作詞：岩谷時子 作曲：いずみ・たく）で、「そよ風がバラ色のボートを浮かべて 青空の海から恋を運んでくる あの人に知らせよう・・・」

## キャスト
- 西方桂子：酒井和歌子

- 西方道介（父）：千秋実

- 石岡：関口宏
- 大野木：松山英太郎
- 遠山：矢吹渡
- 寺尾（愛子の夫）：福田豊土

- 寺尾愛子（桂子の姉）：夏圭子
- 茅島成美
- 高梨木聖

- 輝江（桂子の叔母）：乙羽信子

- 大善弥一郎（会社の社長）：伊藤雄之助

## スタッフ
- 製作総指揮：松下幸之助
- 製作：松下正治、丹羽正治
- 原作：源氏鶏太
- 脚本：松木ひろし（第1話、第2話）宮田達男（第3話～第12話）
- 演出：川俣公明（第1、2、5、6、7、9、10話）、柳井満（第3、4、8、11、12話）
- 制作：TBS

## 放送日程
| 第1話  | 1969年1月27日 |
| 第2話  | 1969年2月3日  |
| 第3話  | 1969年2月10日 |
| 第4話  | 1969年2月17日 |
| 第5話  | 1969年2月24日 |
| 第6話  | 1969年3月3日  |
| 第7話  | 1969年3月10日 |
| 第8話  | 1969年3月17日 |
| 第9話  | 1969年3月24日 |
| 第10話 | 1969年3月31日 |
| 第11話 | 1969年4月7日  |
| 第12話 | 1969年4月14日 |